# News23
『news23』（ニュース・ツー<もしくは「トゥー」>スリー）は、1989年10月2日からTBSをはじめとしたJNN系列が生放送している平日最終版の報道番組。

## 名称と定義
番組開始から2008年3月28日までは『筑紫哲也NEWS23』（ちくしてつやにゅーすつーすりー（もしくはとぅーすりー））として放送しており、初代メインキャスターを務めた筑紫哲也の冠番組であった。
2010年3月29日から2013年3月29日まではNEWS23の名を残した新番組『NEWS23X』（ - クロス）として放送していたが、2013年4月1日から2019年5月31日までは『NEWS23』に名前を戻して放送。2019年6月3日放送分からはロゴや一部表記が『news23』に変更され、2021年8月30日からは『news23』に統一。
本稿では2008年3月31日から2010年3月26日までと2013年4月1日から放送の『NEWS23』・『news23』を中心に記述する。

## 番組の歴史

### 筑紫哲也NEWS23（1989年10月2日 - 2008年3月28日）
『NEWS23』シリーズの最初の番組。何度かのリニューアル、出演者の入れ替えが行われたが、筑紫が2007年5月より入院治療に入ってからは、不定期の出演となり、12月後藤謙次にメインキャスターを譲る。この番組名での放送は翌2008年3月28日で最後となった。

### NEWS23：後藤時代（2008年3月31日 - 2009年3月27日）
このリニューアルより番組テーマソング・オープニングCGや番組ロゴ、コーナー名も変更となり（オープニングCGの隅に小さく「JNN」ロゴが挿入されていた）、スタジオパートもバーチャル合成の常用を前提とした形となった。また、「最強最良の夜ニュース」をキャッチフレーズに制定した。出演者は筑紫以外の全員が続投。
2008年10月改編で22:54（実質22:56）からのフライングスタートを廃止し、10年半ぶりに23:00開始・23:54終了に戻し、月曜第2部を9月29日の放送をもって廃止した。
筑紫哲也の死
2008年11月7日、前年5月から病気治療していた筑紫が死去。当日の「NEWS23」は番組冒頭から18分間に渡って筑紫の死について報じた。さらに、「金曜解放区」では当初の予定を変更して筑紫の追悼特集を放送し、鳥越俊太郎・天野祐吉・姜尚中がゲスト出演した。特集VTRのナレーションは、かつて番組の男性サブキャスターだった佐古忠彦が担当した。その他、番組OGの浜尾朱美、有村かおり、進藤晶子がVTR中でインタビューに応じたほか、草野満代も出演こそなかったがコメントを寄せていた。この日は特例として「金曜解放区」ブロックもJNN協定適用枠に準じた扱いとなり、実質的にJNN報道特別番組として放送。普段全国ネット枠終了と同時に飛び降りる毎日放送などでも臨時フルネットとなった。
11月11日は事実上の2部構成で、『バラエティーニュース キミハ・ブレイク』の枠 で筑紫の追悼スペシャル「筑紫さんが遺したもの―ガン闘病500日」を放送。その後22時台の『リンカーン』を挟み、23:00から本編という形だった。11月12日の『久米宏のテレビってヤツは!?』でも筑紫の追悼コーナーを数分にわたり放送、2004年3月26日の『ニュースステーション』（テレビ朝日）最終回後の「筑紫哲也NEWS23」の「多事争論」のコーナーが放送され、VTR後、かつて『Nステ』のメインキャスターだった久米宏が筑紫へのお悔やみの言葉を添えつつ、筑紫の思いを語った。

#### 主なコーナー
TODAY
フラッシュニュース。「ニュースラウンドアップ」「NEWS INDEX」と改称して、2008年4月のリニューアルで再度改題。遡れば『情報デスクToday』の「フラッシングToday」にあたる。膳場・三澤が担当し、不在の場合はナレーターや出水・岡山が担当。リニューアル当初は、オープニングCGとトップニュース・特集予告等に続いてTODAYへと続き、そのあとにスタジオ挨拶となっていて、裏番組『NEWS ZERO』（日本テレビ）を意識した構成 となっていた。その後、2008年8月の北京オリンピックの開会を機に、番組中盤での放送に固定された。
後藤謙次の発信言→後藤の視点
筑紫が一線から退き、後藤がメインを務めるようになった約1週間後の2008年4月9日放送から「後藤謙次の発信言」という、「多事争論」の後枠といえるコーナーが始まり、不定期で放送されていたが、2008年9月のフライングスタート廃止時にコーナーが終了し、それ以降は各ニュース項目のまとめとして「後藤の視点」と題して後藤が論評するコーナーを設けた。
明日（来週）のNEWS
2008年4月の番組リニューアル時に、それまでエンディングに配置されていた天気予報を番組中盤に移動し、代わって設けられたエンディングコーナー。翌日（金曜日は翌週1週間）に何が行われるか（選挙、国会、裁判、スポーツの大会など）をバーチャルモニターによる箇条書きで紹介し、後藤がそれに対するコメントを述べた（スポーツ関連の項目については出水がコメントする）。月曜日 - 木曜日については翌日放送予定の特集の予告も項目として入ることがあった。なお、天気予報は9月末のフライングスタート廃止時に番組終盤へ移った。
コーナー自体は2009年3月30日スタートの『総力報道!THE NEWS』に引き継がれ、同番組終了後は『Nスタ』で同様のコーナーを放送した。
月ONE
2004年10月から放送している月曜第2部『マンデープラス』を2008年4月の番組リニューアル時に「月ONE」（読み：ゲツワン）に改題。主にドキュメンタリーを中心とした特集コーナーが組まれた。また、重要なニュースを第1部で放送した場合は第1部の内容を引き継いだ討論やレポートなどを放送した。「マンデープラス」はラ・テ欄に「▽11.55マンデープラス」と表記していたが、「月ONE」になると表記されなくなった。なお、「月ONE」のロゴの下記には「DOCUMENTARY/TALK BATTLE」と書かれており、取り上げる内容によってどちらかの英文が表示されるものだった。
2008年8月11日放送分が生前の筑紫哲也の登場した最後の回であった（7月に収録）。2008年9月29日に終了。「月ONE」の内容は、2008年10月15日にスタートした、関口宏がキャスターを務める『水曜ノンフィクション』に引き継がれた。
- 毎日放送（MBS）・中部日本放送（CBC）・チューリップテレビ・テレビ山口はネットしなかった。なお、CBCは、2005年9月まで「マンデープラス」を定期ネットしていた。
  - 但し、2007年1月29日の「マンデープラス」（テーマは「屋久島移住 その夢と現実 大定年時代到来」）はCBCが制作を担当した関係で、この日に限りCBCでも同時ネットされた。
  - 山陽放送（RSK）は不定期でローカルスポーツ中継（録画）を行うために休止することがあった。

金曜解放区
『筑紫23』開始以来続いた金曜第2部。2008年4月の番組リニューアルを機に「金曜深夜便」から「金曜解放区」に改題した。「金曜深夜便」時代は放送内容が新聞ラ・テ欄に表記されていなかったが、「金曜解放区」から表記された。2009年3月27日に最終回を迎えた。
- 毎日放送（MBS）、新潟放送、北陸放送は金曜第2部「金曜解放区」をネットしなかった。
- CBCでは、中日クラウンズの開催週（原則としてゴールデンウィークが該当）に、同大会予選ラウンドのハイライトを放送するため「金曜解放区」を休止した。

#### ネット局について
JNN協定に基づき、原則として28局ネットで放送するが、第2部の「金曜解放区」と「月ONE」は「協定」対象外のために、非ネット放送局がある。毎日放送は月曜日から木曜日については2008年10月から半年間、編成の都合で他地域より2分早い23:52で放送終了してローカルニュースを放送した。金曜日のように本編自体がカットされることはないものの、番組終了時はエンディングの提供ゾーンの直後に、CMを挟まずにMBS出しのエンドクレジットが表示した（他の地域は従来通り、提供ゾーンの後CMを挟んでTBS出しのエンドクレジットという段取りであった）。

### NEWS23：膳場時代（2009年3月30日 - 2010年3月26日）
後藤は夕方の『総力報道!THE NEWS』に異動。これに付随する形で2009年3月30日以降の『NEWS23』は、30分に縮小（月曜から木曜23時台前半、金曜日は後半29分）。特集が廃止され、その日のまとめのニュースとスポーツ、天気予報のみのシンプルなニュース番組へと衣替えした。空いた月曜から木曜23時台後半はバラエティ（『吉崎金門海峡』）を編成。特例として、2010年バンクーバーオリンピック期間中は放送時間を10分延長して放送した。
膳場がメインキャスターとして、岡山がサブキャスターとして続投。スポーツキャスターとして伊藤隆佑、お天気キャスターとして森田正光が加わった。森田はローカル枠での出演だが、大雨被害や台風などのニュースを取り上げる際には、全国枠にも登場する。公式なメインキャスターの冠番組ではないが、新聞番組表では「NEWS23 膳場貴子」とクレジットされていた。スタジオセットも『総力報道! - 』などと共通のセット（番組独自の装飾が一部加えられていた）に変わったほか、番組開始以来初めて椅子が置かれなくなり、平日昼の『ひるおび!THE NEWS』と同じく立席スタイルでニュースを伝えた。ニュース担当のナレーターが存在せず、ニュース原稿も全編膳場もしくは岡山が読み上げる形となったほか、画面構成が簡素のものになり、当時のニュース番組では珍しく日本人の発言の字幕がなかった。
視聴率は『NEWS ZERO』には相変わらず抜かれていたが、日によっては『ニュースJAPAN』（フジテレビ）を追い抜かすこともあった。『総力報道!THE NEWS』の視聴率低迷での打ち切りによるゴールデンタイムのニュース番組撤退に伴い、30分版『NEWS23』も改編の対象となり、2010年3月26日をもって終了した。
番組の構成は、主なニュース→「flash 23 JAPAN」（日本国内のフラッシュニュース）→「SPORTS23」→「flash 23 WORLD」（世界各国のフラッシュニュース）→全国の天気予報（一部地域はローカルニュースに差し替え）の順。フラッシュニュースについては、主なニュースの部分で時間を割いたり「SPORTS23」でミニ特集を組んだ場合、「SPORTS23」の直後に「JAPAN」と「WORLD」を一括りにした格好の「flash23」として伝えた。末期はflash23を統合して放送することが多かった。また、天気予報前のCM入りの際、膳場・岡山・伊藤が軽めのフリートークをした後、膳場がここで飛び降りる地域への挨拶代わりに「ここまで今日のニュースとスポーツでした」と言っていた。岡山・伊藤の出演はこのタイミングまでとなっていたが、森田が休暇などで不在の場合は気象予報士の資格を持つ岡山が代理天気キャスターを担当したためこの時に限り岡山は番組の最後まで出演していた。
放送時間が少なくなったが、その日のニュースを文字ニュースでも伝えた。画面下部に「JNN HEADLINE」と題した文字ニュースを本編中常時ティッカー形式で表示。地方局取材のニュースは文末に取材局を表示し、2009年5月1日まで略称で表記していたが（例：MBS、CBCなど）、2009年5月4日からは正式名称（例：毎日放送、中部日本放送など）に変更。スポーツニュースだけはその日のスポーツコーナーのあと、flash23 WORLD の時間のみ表示した。ティッカーでは番組からのお知らせも流れる時があり、最終回（2010年3月26日）には「1年間ご覧いただきありがとうございました」という文章と翌週からの『NEWS23X』の開始告知文が流れた。

#### ネット局について
テレビ山梨・毎日放送・山陰放送・RKB毎日放送・南日本放送では編成上の都合で、金曜日に限り全国ネット枠のみで番組を終了した（23:55で終了。テレビ山口も一時期同様の編成であったが、現在は金曜日に限り天気を含めて完全ネットしている）。なお、毎日放送の場合は月曜日 - 木曜日で内包扱いになっているローカルニュースが独立番組扱いで直後に放送されるため、実質的には月曜 - 木曜放送形態と変わらなかった。RKB毎日放送は独自のエンドクレジットの後、ステブレレスで「瞬感スポーツ&ニュース」に接続した。

### NEWS23X（2010年3月29日 - 2013年3月29日）
2010年3月29日から事実上の続編となる新番組『NEWS23X』（ニュース ツースリー クロス）が開始。放送時間は月曜 - 木曜22:54 - 23:45の51分、金曜23:30 - 翌0:15の45分に再拡大、2009年3月まで行われていた特集コーナーも再開、ニュースワイド番組へと衣替えした。月曜日から木曜日については2008年10月改編以来廃止されていた22:54からのフライングスタートが1年半ぶりに復活した。
30分版『NEWS23』からは膳場のみ引き続き出演、松原耕二が8年ぶりにニュースキャスターを務める。

### NEWS23：岸井・膳場時代（2013年4月1日 - 2016年3月25日）
2013年春の改編により2013年3月29日をもって『NEWS23X』としての放送は終了。2013年4月1日からは2010年3月以来3年ぶりに『NEWS23』に戻されることになった。放送時間は月曜日 - 木曜日は8分拡大され22:54 - 23:53、金曜日は2012年度までと同じで23:30 - 翌0:15。『NEWS23X』でコメンテーターの播摩卓士以外の出演者は続投し、新たにアンカーとして岸井成格、スポーツ・スペシャルキャスターとして高橋尚子が加わる。金曜日は岸井に代わり、週替わりでゲストコメンテーターが出演する。さらに9月30日からは天気キャスターとして國本未華が加入した。
2014年3月31日より番組が一部リニューアル。2012年度の『NEWS23X』からスポーツキャスターを務めていた出水麻衣が降板し、後任として古谷有美が加入。また、番組テーマ曲の変更や一部コーナーのリニューアルも行われ、2010年3月26日以来廃止されていたローカルニュース枠が復活した（金曜日を除く）。さらに、リアルタイム字幕放送も開始された。
2016年3月25日をもって、膳場・岸井ら全出演者が降板。2006年9月25日からの『筑紫哲也NEWS23』から通算9年半にわたってキャスターを務めた膳場は、翌週から土曜夕方の『報道特集』に異動となった。また、國本は降板後しばらくTBSの番組に出演して来なかったが、2020年4月から平日昼の報道番組『ひるおび! JNNニュース』の金曜日の天気コーナーと土曜日の情報バラエティ番組『王様のブランチ』内の「JNNニュース」にレギュラー出演するようになったほか、9月下旬からは平日夕方の報道ワイド番組『Nスタ』に木曜日・金曜日の天気キャスターとして起用された。

#### 主なコーナー
NEWS23 HEADLINE
番組オープニング後に伝えるフラッシュニュースコーナー。「クロスTODAY」→「23X TODAY」同様、膳場とナレーターの石井が交互に読み上げる。一部のニュースでは直後に岸井のコメントが入る。
2013年8月頃からは、本コーナーを行わず、オープニング後トップニュースというスタイルになることも多くなっており、2013年9月30日以降は一度も行われておらず、事実上のコーナー廃止となった。だが、要素自体は「NEWS23 TODAY」に引き継がれた。
23特集
政治・経済・社会問題を掘り下げる。
『NEWS23X』時代よりも多く特集を取り上げていた。
シリーズで特集が組まれる場合、シリーズタイトルがつけられていた。
スタジオにゲストを招いて討論形式で行う場合、事前にTwitterで意見を募集し、募った意見を膳場が読み上げながら進行していた（討論中にテロップでも紹介した）。
また、芸能人や文化人の特集を組む場合には「23 文化部」というタイトルがつけられていた。
NEWS23 TODAY
『NEWS23』シリーズにおける「NEWS ラウンドアップ」→「NEWS INDEX」→「TODAY」→「flash23」→「クロスTODAY」→「23X TODAY」の系譜を引き継ぐフラッシュニュースコーナー。
2014年3月31日からはコーナーをリニューアル。通常のニュースの後に一部の小項目のスポーツニュースも本コーナーで伝えていた。
SPORTS23
スポーツコーナー。2014年3月31日からは、前述の「NEWS23 TODAY」からの流れでコーナーがスタートする。また、同時期以降は「NEWS23 TODAY」で一部のスポーツニュースを伝えるため、スポーツに関する特集を中心に行った。ただし、プロ野球の試合結果などの大項目のものについては本コーナーで伝えていた。
ツイッター問答
Twitter（ミニブログ）を用い、膳場が番組が指示したハッシュタグ #news23と共に投稿されたツイートを紹介し岸井（金曜日はゲスト）とともに改めてその話題について議論を行う。コーナー自体は2013年9月27日で終了。9月30日以降はエンディングで投稿されたツイートをテロップで紹介していた。
天気予報→NEWS23 Weather
前番組と同様、膳場が読み上げていたが、2013年9月30日放送回より、気象予報士の國本未華が担当。ツイッター問答が行われていた時間帯で行われている。2014年3月31日以降は、月曜日 - 木曜日に限って翌日の全国の天気・予想気温を伝えた後の部分が、一部系列でローカルニュースに差し替えられた（金曜日は全局コーナーの最後まで放送）。
Last News
2013年9月30日より開始。前述のとおり天気予報の時間が前倒しとなったため、本コーナーが開始された。ニュース1項目を蓮見（蓮見不在時は膳場→古谷）が読み上げる。2014年3月31日以降は月曜日 - 木曜日のローカル枠での放送となり、毎日放送など一部系列ではNEWS23 Weatherの後半部分と同様ローカルニュースに差し替えられていた。
今夜のランキングトップ5
2014年10月6日より開始されたエンディングコーナー。本・音楽・映画・ビジネス関連などあらゆるテーマに沿ったランキングトップ5を蓮見（蓮見不在時は古谷）が紹介し、膳場・岸井ら出演者とやりとりをする。重大報道などにより時間の都合や蓮見不在時でも行われない場合があった。金曜日は放送されなかった。
出水キャスター ひとこと→國本美華のあす天
前番組と同様、エンドクレジットの5秒間における、出水によるコメント。多くは次回放送の予告（スポーツに限らない）になることが多いが、その日の内容の感想などになることもある。2013年9月30日からはこの日から加入した気象予報士の國本に交代し、タイトルも変更された。翌日の天気に関するコメントとなっていた。2014年11月からは季節の言葉（季語）の意味に関するコメントも入るようになり、翌日の天気が絡むとそれと合わせてコメントすることもあった。
綾瀬はるか戦争を聞く
毎年8月に行われるシリーズ企画。シリーズは『NEWS23X』から継続。「綾瀬はるか戦争を聞く 原爆直後に生まれた命」を2013年8月6日から3日間放送（8月6日：ヒロシマ前編、8月7日：ヒロシマ後編、8月8日：ナガサキ編）。

### NEWS23：星→星・雨宮時代（2016年3月28日 - 2019年5月31日）
2016年3月28日より番組がフルリニューアルされた。膳場の後任となる新メインキャスターには筑紫哲也と同じく朝日新聞出身の星浩（元朝日新聞特別編集委員）が迎えられた。更に星のサポート役となるサブキャスターとして駒田健吾・皆川玲奈（共にTBSアナウンサー）、スポーツキャスターとして宇内梨沙（TBSアナウンサー）がそれぞれ加入した。また、月曜日 - 木曜日の放送時間が23:00 - 翌0:10に変更となり、23:55を境とした第2部制が取られた（ただし、第2部<23:55 - 翌0:10>はローカルセールス）。月曜日から木曜日の放送時間が1時間以上（日をまたぐ）になるのは、月曜日は2008年9月以来7年半ぶりで、火曜日から木曜日は1997年9月の『筑紫哲也ニュース23』以来18年半ぶりとなる。なお、金曜日の放送時間は2015年度までと同じ23:30 - 翌0:15のまま。なお、時間移動により空いた月曜 - 木曜22:54 - 23:00にはTBSでのみ「先出し!NEWS23」が放送を開始したが、2017年4月時点で月曜を除き放送を終了している。
2016年1月の番組リニューアル発表時に新キャスターとして小林悠（TBSアナウンサー）が出演することが発表されていたが、その後の3月3日に行われた「TBS2016年4月期番組改編説明会」において、小林が自身の健康上の理由により出演取り消しとなったことが明らかにされている。その後小林は2016年3月4日付でTBSを依願退職している。
星が報道番組初キャスターということや進行を行うことに不慣れな部分が生じ、星の不慣れな進行を補うため、2016年7月25日より星の新たなサポート役となるメインキャスターとして、『どうぶつ奇想天外!』や『チューボーですよ!』などで司会・進行を務めていた雨宮塔子（元TBSアナウンサー）が加入し、以降は星と雨宮・駒田を中心に進行し、雨宮は星の不慣れな進行を補いつつ、星に代わって主に番組全体の進行を務める。
2017年4月3日から、後続番組『テッペン!』の放送時間が23:56 - 翌0:55（水曜日のみ23:56 - 翌0:26）に変更された ため当番組の放送時間も短縮され、第2部が廃止。全局で放送時間が統一された。これに先立って2017年3月27日にスタジオセットが一部マイナーチェンジ、テロップ類がリニューアルされた。
2018年4月2日より、月曜日 - 木曜日に限り、TBS系列の22時開始番組（加えて19:00・20:00・21:00開始の特別番組も）の終了時刻を従前の22:54から23:07に拡大・繰り下げるため、本番組は従前より10分繰り下げ・短縮となる、23:10 - 23:56に放送。
2019年3月29日をもって、皆川が4月1日から『はやドキ!』へ異動となるのに伴い降板。その後、2019年6月の全面リニューアルまでの2か月間は暫定的に宇内がサブキャスターも兼任する形をとっていた。さらに、新元号となる直前の4月29日から、月曜日 - 木曜日の開始時間を1年1か月ぶりに23:00に戻して放送。
2019年5月31日をもって星時代の放送を終え、5月31日限りで雨宮・駒田・宇内は揃って降板。一方で、星は6月3日からの『news23』に続投となった。

#### 主なコーナー
星浩の考えるキッカケ→星浩の情報入手
星が当日伝えたニュースの中から1項目選び、独自の目線で切り取る解説コラムコーナー。解説時にはその日のテーマが手書きで書かれていた。筑紫時代の1コーナー『多事争論』と似たスタイルであった。
フラッシュニュース
『NEWS23』シリーズにおける「NEWS ラウンドアップ」→「NEWS INDEX」→「TODAY」→「flash23」→「クロスTODAY」→「23X TODAY」→「NEWS23 TODAY」の系譜を引き継ぐフラッシュニュースコーナーだが、星時代では正式なコーナー名が付いていなかった。
2016年度、2017年度は番組中盤で放送。
2018年4月以降は番組中盤と番組終盤にて放送され、後者には月曜日 - 木曜日に限り「23TODAY」というコーナー名も付いていた（月曜日 - 木曜日は一部系列ではローカルニュースに差し替えられていたが、金曜日は全局で放送）。
SPORTS
スポーツコーナー。
新着
2017年3月まで月曜 - 木曜放送。最新のニュースを伝える。1本目のニュースの後はローカル枠となり、第1部でネットを終える局は実質ここで飛び降りていた。
金曜日はこのコーナーの代わりに、エンディングでストレートニュースを1本伝える形を取った。
密着→追跡
政治とカネの問題や事件のその後などを、徹底した調査報道をベースに伝えていた。2017年度からは不定期で放送。
セカイは今
JNN海外支局からその国の最新情報を支局員が伝えた。
天気予報
2016年度は平日放送していたが、月曜日 - 木曜日は第2部で放送。
2017年度は月曜日 - 木曜日は一部系列ではローカルニュースに差し替えられていたが、金曜日は全局で放送。
2018年4月以降はエンディングで放送していた。
働き方図鑑
著名人らの多様な働き方を紹介していた。
異変アリ
私たちの暮らしに起きつつある“変化”をとらえ伝えていた。
TOKYOアスリート名鑑
SPORTS内にて放送。
きょうの#（ハッシュタグ）
2017年度にエンディングで放送。ネット上で今起きていることをキャッチし紹介していた。
綾瀬はるか戦争を聞く
毎年8月15日放送されたシリーズ企画。シリーズは『NEWS23X』時代からの継続。
TBSでは2018年4月2日から、月曜22:57 - 23:00 に、『先出し!NEWS23』からリニューアルする形で『トップニュース先出し』という単独番組を関東ローカル向けに生放送。当日の本編で最初に取り上げるニュース（トップニュース）や、本編の見所をいち早く伝えている。

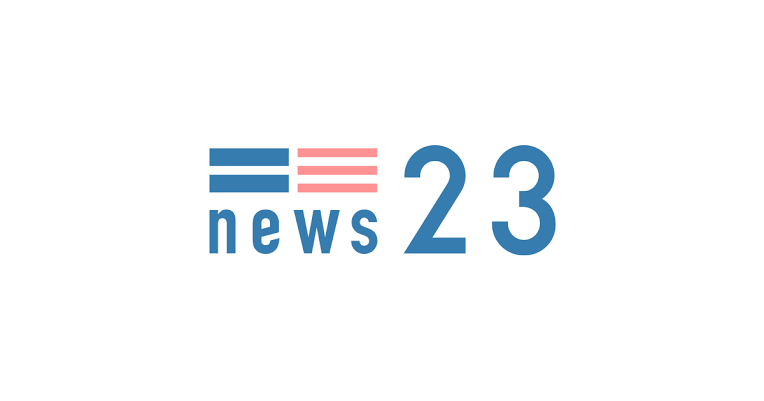
タイトル変更後のロゴ（2019年6月より2023年9月まで使用）

### NEWS23→news23：小川→小川・山本恵里伽時代（2019年6月3日 - 2023年9月22日）
2019年6月3日放送分から、全面的なリニューアルを実施。「ひとりが、ひとりに語りかけるように。あなたと、わたしが、繋がるニュース。」というキャッチコピーを掲げるとともに、番組のロゴや一部表記を『NEWS23』から『news23』に変更した。改編期から2か月遅れのリニューアルであったが、TBSでは6月3日以降も、毎週月曜日の本編直前に『トップニュース先出し』の関東ローカル放送を継続している。
出演者については、星をアンカーへ異動させる一方で、星以外の出演者を一新。星に代わる後任の新メインキャスターには競合番組の『報道ステーション』 で2018年9月までサブキャスターを務めていた小川彩佳（元テレビ朝日アナウンサー）が起用された。また、サブキャスターとして山本恵里伽、スポーツキャスターとして石井大裕（いずれもTBSアナウンサー）、取材キャスターとして村瀬健介（TBS報道局記者）が新たに加入した。その一方で、高橋尚子は、「スペシャルスポーツキャスター」として不定期で出演を続けている。
さらに、アニメーション監督の新海誠が過去に発表した映像作品から、「働く人の一日」をテーマにコミックス・ウェーブ・フィルムが改めて編集した風景映像を2020年6月26日放送分までオープニングタイトルに採用。スタジオセット や字幕のデザイン・表示方法などを一新したほか、サカナクションの「ワンダーランド」をオープニングテーマ曲、THE YELLOW MONKEYの「Changes Far Away」をエンディングテーマ曲に用いていた。
なお、小川は出演期間中に第1子を懐妊したため、2020年7月3日（金）放送分への出演を最後に産前産後休業へ入った。小川の休演期間中は、サブキャスターの山本がメインキャスター代理を務めることに伴って、田村真子が毎週月曜日・火曜日・木曜日、上村彩子（いずれもTBSアナウンサー）が毎週金曜日にサブキャスターを担当した（水曜日には田村と上村が隔週交代で出演）。小川は、第一子の出産を経て、10月19日（月）から出演を再開。これを機に、山本がサブキャスターへ復帰した。
2020年9月28日（月）放送分から、エンディングテーマ曲に「風を食む」（ヨルシカの書き下ろし曲）を採用。2021年1月4日（月）放送分からエンディングテーマ曲を「紫の夜を越えて」（スピッツの書き下ろし曲）に変更しているが、オープニングテーマ曲には「ワンダーランド」を8月27日（金）まで使用してきた。
2021年8月30日（月）放送分からは、国山ハセン（TBSアナウンサー）をメイン格のキャスターへ起用する一方で、サブキャスターの山本が村瀬に代わってフィールドキャスターへ異動。国山・村瀬も現場取材を随時担当するが、小川・石井・高橋はキャスターを続けている。また、社会が抱える難題の解決に向けて努力する人々に対して、解決策を示しながら応援する「ポジティブジャーナリズム」の姿勢を強化。「調査報道23時」（過去に報じたニュースを村瀬による独自取材を通じて徹底的に検証する企画）や、いわゆる「テレビ離れ」の傾向が指摘されているZ世代に向けた企画を順次開始している。上記のリニューアルに際しては、TBSの社員からバラエティ番組の制作経験が長い人物（『クレイジージャーニー』の元ディレクター）を「総合演出」（東京放送→TBSの報道局員が代々担ってきた役職）へ抜擢したほか、TikTokにも番組公式アカウントを開設している。ちなみに、オープニングテーマ曲も8月30日から変更されたが、2021年内は「紫の夜を越えて」をエンディングテーマ曲に引き続き使用。2022年の初回に当たる1月4日（月）放送分から、「ワルツのレター」（マカロニえんぴつ）をエンディングで流している。
その一方で、石井は3月24日（木）放送分で降板。4月2日（土）の深夜から『S☆1』（週末のスポーツニュース）のメインキャスターへ異動したが、当番組では翌週から石井の後任者（スポーツ専任のレギュラーキャスター）を置かず、「スペシャルキャスター」の高橋を随時出演させることでスポーツ関連のニュース・話題に対応している（出演しない日には国山がスポーツニュースの担当を兼務）。
2022年4月1日からは、金曜日のみ、TBSでの放送時間を23:30 - 翌0:20に変更。TBSでの後枠番組だった『ビジネスクリック』の終了に伴う変更で、編成上の放送時間を5分拡大した。ネット局では放送時間を変更していないが、本編の終了時刻に変わりはなく、0:15→0:43以降は番宣CMなどを放送する。。その一方で、金曜日では6月10日から、「TBS NEWS DIG」（JNN加盟全28局の共同出資による合同会社方式で4月18日から運営されているニュースサイト）とのコラボレーション企画を放送。TBSアナウンサー時代に『NEWS23』のキャスターを担当していた久保田智子（TBS報道局デジタル編集部員）が、「NEWS DIG編集長」の立場でスタジオへ定期的に出演している。
なお、国山はTBSを12月31日付で退社することに伴って、当番組のキャスターを2022年の最終回（12月23日放送分）で卒業。2023年の初回（1月4日放送分）からは、山本恵里伽がスタジオへの常時出演を再開する一方で、後輩アナウンサーの喜入友浩がフィールドキャスターを務めている。
その一方で、TBSでは4月改編から、『人生を豊かにする、週末HOWTOバラエティ ララLIFE』（全国ネット向けの収録番組）の放送枠を毎週金曜日の23:30 - 23:58に新設した。これに対して、当番組では金曜日の放送枠を改編前から28分繰り下げる（通常編成では23:58から放送を開始する）一方で、他曜日と同じくローカル差し替え枠を番組の終盤に組み込んでいる。

### news23：小川・藤森・山本恵里伽・喜入→小川・藤森・上村・喜入時代（2023年9月25日 - ）
2023年9月25日（月）放送分から、取材・解説体制の強化、スタジオセットやタイトルロゴの変更、『TBS NEWS DIG』と連携したアンケート調査システムの開発を伴う大規模なリニューアルを敢行。小川の担当曜日を月曜日 - 木曜日に変更する一方で、金曜日のメインキャスターを山本恵里伽が務めていた。また、2021年12月から2023年8月までJNNニューヨーク支局へ赴任していた藤森祥平を月曜日 - 木曜日のキャスター、トラウデン直美（ファッションモデル・タレント）をレギュラーコメンテーターに起用。喜入は、月曜日 - 木曜日にフィールドキャスターを続けながら、金曜日に「キャスター」として山本と本格的にコンビを組む。藤森はアナウンサーとしてTBSへ入社した後に、2021年10月から2023年8月までTBSテレビ報道局ニュースセンターの外信部へ異動。異動後は報道記者として活動していたが、JNNニューヨーク支局からの帰任と当番組のキャスター就任を機にアナウンサー時代の部署（TBSテレビ総合編成本部アナウンスセンター）へ復帰したため、放送上は「TBS（テレビ）アナウンサー」として出演している。さらに、須賀川拓（元JNN中東支局長で2021年のボーン・上田記念国際記者賞受賞者）・宮本晴代（政治部記者で元JNNニューヨーク支局特派員）・片山薫（元経済部筆頭デスク）を中心に、「23ジャーナリスト」と称する番組専属の記者集団を結成。世界規模での現場取材やスタジオでの解説を担当している。
なお、山本恵里伽は2024年3月29日（金）放送分をもって、当番組への出演を終了。翌4月以降は、3月30日（土）まで『報道特集』のサブキャスターを務めていた上村が、金曜日のメインキャスター（山本の後任）として当番組に復帰している。当番組の降板後から『報道特集』のメインキャスターを務めていた膳場が、4月7日（日）から関口宏の後任扱いで『サンデーモーニング』の司会へ就任することに伴う復帰で、『報道特集』では膳場・上村の降板に合わせてリニューアルを敢行。山本はこのリニューアルを機に、『報道特集』で4月6日（土）放送分から村瀬と共に「総合司会」へ起用されている。また、2023年9月のリニューアル後も不定期でスタジオへ出演していた久保田は、2024年3月31日付でTBSテレビを再び退職。翌4月1日付で、兵庫県姫路市の教育長に就任した。

#### 主なコーナー
newspot Today
フラッシュニュース。2023年11月中旬頃まではオープニング直後に放送。それ以降は、最初のニュースの後に伝える(ニュースの内容によっては放送しない)。そのほか、「newstories」が放送されていた23:33頃、ローカル枠の23:48頃に再び伝える。ナレーターが伝えるが、23:33ごろ、23:48頃はニュースによっては藤森が伝える。
voice23
特定のニュースについて、スタジオ解説を交えながらコメンテータと議論するコーナー。23ジャーナリストや取材したJNN系列各局の記者も随時出演する。
Sports23
スポーツ関連のニュースや情報を扱うコーナーで、2022年3月まではスポーツキャスター専任の石井、それ以降は当日のスタジオキャスターが進行。小川がスポーツニュースを中心にコメントを述べているほか、スペシャルスポーツキャスターの高橋も、月曜を中心に随時出演する。
2016年3月まで使用していた「SPORTS23」というコーナータイトルを復活させたが、放送上は「sports23」と表記している。
2023年以降の金曜日（フライデー）には、「言葉で紡ぐスポーツ」と銘打って、「フライデーVoice!」（放送週でとりわけ注目されたスポーツ選手へのインタビュー特集）というミニ企画を放送。同年9月のリニューアルを機に、「SPORTS DIG」（特定の選手に焦点を当てるミニ企画）が全曜日に設けられている。
Weather23
エンディングで藤森、喜入が担当。メインキャスターとのクロストークをはさみながら、全国の天気概況を伝える。
以下は、「TBS NEWS DIG」とのコラボレーション企画。
voice23 みんなの声
「TBS NEWS DIG」のスマートフォン向けアプリを活用したアンケート企画で、2023年9月25日（月）から開始。3項目のテーマを日替わりで設定したうえで、放送日の22:00から（放送中をはさんで）翌朝6:00まで、このアプリを通じて視聴者からの意見を受け付けている。寄せられた意見の一部を放送中に紹介しているが、アンケートへの参加を希望する視聴者には、 アプリの事前ダウンロードを求めている。

#### 過去のコーナー
異論!反論!OBJECTION（2019年6月3日 - 2020年3月頃）
『筑紫哲也NEWS23』時代に放送された同名の企画を復活。当時と同じくローカル枠に組み込まれているため、ネット局の一部ではリアルタイムで放送されない。ただし、放送済みの動画を放送後にTBS報道局のFacebook公式アカウントから配信することや、twitterでも視聴者の意見を受け付けることが『筑紫哲也――』 時代と異なる。
金曜=第三惑星
『筑紫哲也――』時代の「金曜深夜便」に相当する企画で、毎週金曜日に放送。「毎回さまざまな人々の生き方に触れることで、生きるヒントを得よう」という趣旨の下に、各界で活躍する人物へのインタビューを通じて、その人物の略歴や生き方を紹介する。2020年3月以降放送はない。
newstories
5項目程度のフラッシュニュースで、サブキャスター→キャスター（山本→国山→山本）とナレーターの宮島史年が交互に伝える。タイトルの「newstories」には、「ニュース」（news）と「ストーリー」（stories）を重ねている。
調査報道23時
TBSがJNN向けに制作する報道番組の共同取材プロジェクト「新事実が、そこに。調査報道宣言」の一環として、2021年8月のリニューアルで新設。リニューアル前までフィールドキャスターを務めていた村瀬が、内部告発を基に、調査取材と報告を担当する（受付窓口は「TBSインサイダーズ」）。調査の内容や進捗状況によっては、取材映像を『報道特集』や『JNN NEWS』（平日の昼前分）などでも放送する。
JA共済事業におけるJA支店内での「自爆営業」について2023年1月12日（木）に放送した特集で制作上の問題が放送後に判明したことなどから、5月以降は編成されていない。
news23 MUSIC
2020年の初頭からいわゆる「コロナ禍」が世界規模で続いていることを背景に、「音楽を通して少しでも心が軽くなる時間を視聴者と共有する」という目的で、2021年1月19日（火）から随時放送。著名なアーティストをゲストに迎えて、「コロナ禍」における活動を紹介するとともに、当番組とは別のスタジオからライブパフォーマンスの模様を届ける。メインキャスターの小川が、生放送や事前収録でゲストへのインタビューを担当。
『筑紫哲也 - 』時代の「金曜深夜便」「金曜解放区」「マンデープラス」に相当する企画で、 第1回のゲストはLittle Glee Monster。当コーナーのみ、放送済みの本編に未放送のロングインタビューを加えた動画を、放送後にParaviの見逃し配信サービスを通じて期間限定で配信する。
90秒のきっかけ
国山のキャスター就任やTikTok上での公式アカウント開設を機に、2021年9月から全国ニュースパートのエンディング間際で毎週金曜日に放送。視聴者が行動を起こしたり変えたりするきっかけになりそうな話題を、小川と国山のクロストークを中心に90秒（1分30秒）で紹介する。TikTokでも、当コーナーの同録映像を、90秒の動画として 公式アカウント内の専用ページ から放送後に順次配信。国山から山本へのキャスター交代後や、金曜日における放送時間の繰り下げ後も、放送と配信を続けていた。
NEWS DIG
2022年6月10日から2023年3月まで毎週金曜日、以降は毎週木曜日に放送。放送週の当日までに「TBS NEWS DIG」から配信された記事や動画から、注目度がとりわけ高かった話題を「NEWS DIG編集長」の久保田がスタジオで解説していた。久保田が当時進行役を務めていた「SHARE」（「NEWS DIG」編集部オリジナルの動画シリーズ）で取り上げた項目や、自身が取材・執筆を手掛けた項目を改めて紹介することもあるが、当番組には基本としてこの企画にのみレギュラーで出演。

#### 備考
- リニューアル当初はローカル枠を除く本編（関東地区は全編）の放送中、画面上端に紺色の帯状スペースが常時表示され（速報時はこれが赤色に変わる）、番組のタイトルロゴをスペースの左隅、ロゴの隣に全国主要都市の気象概況を表すマークがループ方式で表示されていた。また、リニューアル前までは2行で表示されていた小見出しテロップを、1行に集約させた上でスペースの右側に表示していた。しかし、2020年9月14日（月）のリニューアルで、帯状スペースと天気ループを廃止。また、番組のタイトルロゴと小見出しテロップが分離された。
- リニューアル前の2019年5月31日（金）までは白色基調のスタジオセット（『JNNニュース』・『Nスタ』と共通）から放送していたが、6月3日（月）のリニューアルを機にセットも一新。文字や映像を表示できるドーナツ型の円卓[注 14] をスタジオセットの中央へ据えるとともに、暗い背景にパイプオルガンのパイプを連想させる金管のオブジェを、円卓の周囲へ螺旋状に新設した。2020年4月6日（月）放送分から、スタジオセットを再度リニューアル。金管のオブジェや円卓に代わって、大型のモニターを設置したほか、スタジオの色調を明るく変えた。ただし、小川は前述する事情で4月1日（水）以降別室からの中継で出演していたため、産前産後休暇明けの10月19日（月）に入るまでは新しいセットへ登場しなかった。
  - 本編では、「sports23」を除いて、キャスター陣やゲストが円卓を囲む格好で着席で進行。「sports23」のみ、石井と小川が円卓の前に立ちながら進行するため、通常は星・山本が円卓から進行を見届けていた（そのシーンがごくわずかながら映っている）。また、天気予報では、折々の気候の特徴を表す言葉、データ、映像を円卓の中央部に映し出していた。
- 番組名やコーナー名を表すロゴには、2023年9月22日（金）まで2本線（＝）と3本線（≡）を1セットずつ入れていた（ローカル枠と天気予報を除く）。コーナーのオープニングで流れるタイトル映像では、上記のロゴの右隣に2本線、左隣に3本線を配置。線の一部やロゴにアニメーションの演出を施していた。
- オープニングのタイトル映像には、複数の男女が「23（ツースリー）!」と静かに叫ぶ声を2021年8月27日（金）放送分まで添えていた。これはオープニング曲を担当したサカナクションのボーカリスト・山口一郎が主宰するプロジェクト「NF」メンバーの青山翔太郎と黒瀧節也が監修したもので、サカナクションのメンバーと番組スタッフの声を重ねて作られている[19]。当初はCM明けにも流れていたが、2020年11月頃からはオープニングのみでの放送。
- 2020年11月2日（月）から、当番組放送日の『フラッシュニュース』（平日版）も当番組の仕様で放送。山本はサブキャスター時代に、当番組のスタジオセットから、最新ニュース1項目と当番組の予告を伝えていた。なお、山本が出演しない場合には小川や他のTBSアナウンサーが代演。山本のフィールドキャスター異動後は、国山が担当している（不在時は山本または小川が担当）。
- 2021年8月30日（月）から、オープニングのタイトル映像や字幕を一新。スタジオセットは変わっていないものの、セットや字幕ロゴの色にピンク色、出演者の紹介字幕の左上に前述した2本線（＝）と3本線（≡）1セットを加えている（スタジオから出演するキャスター陣の字幕のみ『フラッシュニュース』との共通仕様で「news23」のロゴを同じ個所に表示）。前述した小見出しテロップの位置も、画面右上端から画面左上に移動。本編の放送中に画面左上端へ常時表示される番組ロゴは小見出しテロップの表示中に限り、小見出しテロップと一体的に見えるような表示方法に変わった。さらに、国山がキャスター陣へ加わったことに伴って、スタジオからの映像では小川と国山→山本の顔を横に並べた2分割の映像を多用していたが、これらの演出は藤森が加入するリニューアル前の2023年9月22日（金）まで続いた。
- 2023年4月21日には、ジャニーズ事務所の元所属タレントがジャニー喜多川から性加害を受けたと訴えていることについて、事務所側が取引先に「問題がなかったとは考えていない」という文書を送ったとみられると報じた。これはTBSが初めてジャニー喜多川の性加害疑惑について伝えた報道となった。なお、このときは山本がストレートニュースで伝えたのみで、カウアン・オカモトらの訴えの中身には触れなった。その後の2023年5月11日には、事務所からの公式な発表に先駆けて性加害疑惑を独自に報道。このときは、テレビでは初めて、被害者のカウアン・オカモトと橋田康へのインタビューを実施、放送した。小川はこのニュースの最後に、『被害がなかなか表面化しにくいというなかで、実名で顔を出して訴えてくださった方々がいらっしゃるわけです。それはどれほど勇気のいることだったか、その勇気を私たちも重く受け止める必要があると思います。また、取材に応じてくださったカウアン・オカモトさんは、ジャニー氏の疑惑について、当時からメディアが報じていたら、「ジャニーズ事務所に行くことはなかった」とも話されていました。果たして、報道機関がどれだけこうした被害を報道してきたのか。少なくとも私達の番組ではお伝えしてこなかったという現状があります。その中で、このカウアンさんの発言は非常に重く、この言葉には向き合わなければならないと感じています。今後番組では、こうした訴えをしっかりと受け止め報道していきたいと考えています。』とコメントした。このコメント以降「メディアの責任」に言及するキャスター、コメンテーターが相次いだ。
- 2023年9月25日（月）から、オープニングのタイトル映像、タイトルロゴ、字幕、スタジオセットを一新。番組のイメージカラーに黄色を用いる一方で、スタジオセットにはドーナツ型の円卓が再び設置されているほか、モニターを1台から2台に増やしている。それまで使用していた前代のスタジオセットは系列局の山陰放送に譲渡され、10月23日（月）から同局のローカルニュース番組『テレポート山陰』の新スタジオセットとして再利用されている。

## 出演者
職業（肩書）が記されていない限り、出演の時点でTBSテレビのアナウンサー。

### 現在（2024年4月改編以降）の出演者
メインキャスター
- 小川彩佳（フリーアナウンサー）【月曜日 - 木曜日】 
  - 2020年2月28日の本番前に、当時の夫・豊田剛一郎との間に第一子を授かっていることを当番組のtwitter公式アカウントで発表。2020年の夏頃に出産を予定していた[20] ため、7月3日放送分への出演を最後に、10月16日（いずれも金曜日）放送分まで産前産後休業扱いで休演していた[21]（休演中はサブキャスターの山本がメインキャスターを代行）。7月29日に第一子を出産した[22] ことに伴って、約3か月後の10月19日（月）から出演を再開[23]。2021年6月に豊田との離婚が他のメディアで報じられた際には、TBSテレビを通じて離婚の成立を認める旨のコメントを出しただけで、当番組では一切の言及を避けていた[24]。
  - 2020年4月1日（水）以降は、スタジオと別の部屋（別室）からの生中継方式で全編に出演。その間にメインスタジオのセットが一新されたが、新しいセットへ登場する機会がないまま、7月3日放送分への出演を最後に産前産後休業に入った。当時懐妊中であったことに加えて、当番組に携わっていないTBSテレビへの派遣契約スタッフが新型コロナウイルスに感染したことが、3月31日に判明したことによる。7月3日放送分のエンディングで、別室から視聴者に向けて挨拶。メインスタジオに控えていた他の出演者や視聴者に対して、「早く生身の皆さんと一緒に、またスタジオでご一緒できるのを楽しみにしています」と語り掛ける一幕もあった[25]。なお、新しいセットには、10月19日の出演再開を機に登場している。
  - 2023年には、新型コロナウイルスへの感染が判明したことを受けて、1月30日（月）から2月3日（金）放送分まで休演。所轄の保健所から指定された隔離療養期間を経て、2月6日（月）放送分から、出演を再開した。9月25日（月）より、月曜日 - 木曜日のみの出演に変更。
- 上村彩子【金曜日】
  - 2024年4月5日（金）から担当。
  - 当番組では、小川が産前産後休業に入っていた期間の放送（2020年7月6日 - 10月16日）でも、毎週金曜日と隔週水曜日に「サブキャスター代理」というポジションで出演していた。当時サブキャスターを務めていた山本恵里伽が、小川の休演に伴って全曜日のメインキャスターを代行していたことに伴う暫定措置で、水曜日には田村真子と交互にサブキャスターを代行していた。アンカー以外にスタジオへレギュラーで出演するキャスター陣を（担当時点で）東京放送→TBSテレビの現職アナウンサーだけで賄う体制は、『筑紫哲也 - 』時代を含めても、この時期が初めてであった。
  - 2017年4月2日から5年間にわたって、週末の深夜に『S☆1』のメインキャスターを伊藤隆佑（スポーツアナウンサー）とのコンビで務めるなど、2022年3月までは主にスポーツキャスターとして活動していた。その一方で、テレビでは2021年4月から、平日の一部曜日で昼前 - 午後帯の定時ニュース（『JNN NEWS』など）をレギュラーで担当。7月以降は、『Nスタ』の平日版でも、毎週水曜日 - 金曜日に「ニュースプレゼンター」という肩書でスタジオや関東各地からの生中継に出演している。
  - 『Nスタ』では、「ニュースプレゼンター」を担当する日のメインキャスターが休暇や取材などでスタジオへ出演できない場合に、メインキャスターを随時代行。2023年度（2023年4月からの1年間）は、TBSラジオで毎週火曜日に、「ニュースデスク」という肩書で『ネットワークトゥデイ』（『Nスタ』と同じ時間帯にラジオで放送されているJRN向けの全国ニュース）と生ワイド番組内の定時ニュース（『TBSニュース』）を任されていた。
  - 『S☆1』のメインキャスターを2022年3月で退いたことを機に、テレビ・ラジオの定時ニュースや『Nスタ』への出演と並行しながら、同年4月2日（土）から『報道特集』のサブキャスターを担当。当番組で2023年9月29日から金曜日のメインキャスターに昇格していた山本恵里伽が、2024年4月6日（土）から『報道特集』の総合司会をTBSテレビ報道局の村瀬健介（2019年6月から2023年9月まで当番組の「取材キャスター」を担当していた記者）とのコンビで務めることに伴って、金曜日のメインキャスターを山本から引き継ぐことになった。
  - 本人によれば「当番組のキャスターへ就任することが（自分にとっての）夢だった」とのことで、TBS局内の関係者からは「多様な人の話に耳を傾ける姿勢や、多様な視点を取り入れる柔軟性が報道向き」との評価を受けているという[26]。もっとも、当番組のメインキャスターに加わった2024年の4月以降も、毎週月曜日にはテレビで平日昼前 - 午後帯の定時ニュース、毎週水曜日・木曜日には『Nスタ』の「ニュースプレゼンター」を担当している。

キャスター
- 藤森祥平【月曜日 - 木曜日】
  - 2023年9月25日（月）より出演。
  - 2001年にアナウンサーとしてTBS（当時）へ入社した後に、報道・情報系番組のキャスターを数多く担当。一時はスポーツアナウンサーとしても活動していた。
  - 平日の早朝にサブキャスターを務めていた『あさチャン!』が最終回を迎えた翌日（2021年10月1日）から、TBS報道局の外信部へ異動。12月からは、JNNニューヨーク支局の特派員として、当番組などで海外取材・中継を担当していた。
  - 2023年9月1日付でTBSテレビ本社へ復帰したことを機に、「TBS（テレビ）アナウンサー」としての活動を再開。報道局へ異動するまでのアナウンサー時代に経験していなかった当番組への出演を始めたことによって、TBSテレビ系列における平日の全国ネット向け報道番組で、早朝（『あさチャン!』）・夕方（『イブニング・ファイブ』→『総力報道!THE NEWS』→『イブニングワイド』→『Nスタ』）に続いて夜間にもニュースキャスターをレギュラーで務めることになった。
  - スポーツアナウンサーとしての経験を背景に、当番組の出演日にはスポーツキャスター（主にスポーツコーナーの進行役）も兼務。2023年10月7日からは、当番組のキャスターと並行しながら、TBSラジオの『まとめて!土曜日』（早朝の生放送番組）でメインパーソナリティを務める。

フィールドキャスター兼キャスター
- 喜入友浩【フィールドキャスター：月曜日 - 木曜日　キャスター：金曜日】
  - 2023年1月4日放送分から、山本の後任扱いで加入。TBSテレビでは山本の1年後輩で、スポーツアナウンサーとして活動するかたわら、『THE TIME,』『THE TIME'』（いずれも平日早朝の生放送番組）で開始当初（2021年10月1日）から2022年12月まで「ニュース班」の一員として生中継のリポートを主に月曜日・火曜日で担当していた。
  - 報道番組については、2017年9月3日から2019年5月26日まで、『Nスタ』日曜版のキャスターをレギュラーで担当。最初の1年間（2018年9月まで）はメインキャスター、以降はスポーツキャスターを務めていた。また、『THE TIME,』『THE TIME'』が始まるまでの半年間（2021年4月3日から9月26日まで）は、隔週日曜夜間に『フラッシュニュース』と『JNN NEWS』（『S☆1』に内包されている最終版）のキャスターを兼務。
  - フィールドキャスターへの起用を機に、『THE TIME'』/『THE TIME,』の「ニュース班」を2022年12月27日放送分で離脱。その一方で、4月から隔週木曜日に「アシスタント」（事実上のパーソナリティ）を務めてきた『パンサー向井の＃ふらっと』（TBSラジオ）には、起用後も2024年3月21日までレギュラーでの出演を続けていた。
  - スポーツアナウンサーとしては、フィールドキャスターへの起用後も、当番組を放送しない週末の中継に限って実況やリポートを担当。当番組でも、スポーツ関連の取材に随時赴いている。
  - 小川が新型コロナウイルスへの感染に伴って休演した期間中（2023年1月30日 - 2月3日）は、フィールドキャスターとしてのロケ取材と並行しながら、小川の役割をスタジオで山本と分担した。この期間以外にも、ロケ取材の報告でスタジオに登場することがあるほか、小川か山本のいずれか1名が休演する日にはスタジオキャスターを代行している。
  - 2023年9月末のリニューアルを機に、金曜日に限ってスタジオキャスターを担当。フィールドキャスターとしての担当曜日を、月曜日 - 木曜日に変更している。ちなみに金曜日では、フィールドキャスターへ専念していた時期にも、小川の休演週に山本とのコンビで進行していた。

23ジャーナリスト・コメンテーター
いずれも、TBSテレビ報道局のニュースセンターに所属する記者。
- 須賀川拓（23ジャーナリスト）
  - アフガニスタン、パレスチナ、イスラエル、さらにはウクライナなどの紛争地域を、長年にわたって取材。JNN中東支局長在任中の2022年に、ボーン・上田記念国際記者賞を受賞した。過去には『クレイジージャーニー』にも出演したほか、中東支局長時代からドキュメンタリー映画の監督としても活動している。
- 宮本晴代（23ジャーナリスト）
  - アメリカ合衆国のカリフォルニア州出身で、TBSテレビの報道局では、政治部の与党キャップや外務省の担当キャップを歴任。JNNのニューヨーク支局で藤森の前に特派員を務めていたほか、取材を目的に北朝鮮へ10回にわたって渡航した経験を持つ。広島市内でG7サミットが開催された2023年5月には、「（G7に加盟していない）ウクライナのウォロディミル・ゼレンスキー大統領（当時）が、サミットへの参加を目的に来日する」との一報を、他のメディアに先駆けて伝えた。
- 片山薫（23ジャーナリスト）
  - TBSテレビの報道局で、財務省、経済産業省、農林水産省担当の記者を歴任。2020年からのいわゆる「コロナ禍」では、経済部の筆頭デスクとして、日本政府による新型コロナウイルス対策関連の取材を取り仕切っていた。
- トラウデン直美（スタジオコメンテーター）
  - 水曜日に出演
  - TBSテレビでは2023年12月まで隔週月曜日の『ひるおび』午前枠コメンテーターを兼務

コメンテーター
- プチ鹿島
- 浜田敬子
- 宮田裕章
- パトリック・ハーラン
- 永井陽右
- 薄井シンシア
- 真山仁
- 柏木友紀
- 斎藤幸平（TBSテレビでは2024年2月から『Nスタ』月曜日→金曜日のコメンテーターを兼務）
- 木村草太
- 星浩（放送上の肩書は「TBSスペシャルコメンテーター」。ジャーナリストで元朝日新聞特別編集委員） 
  - 2016年3月28日から2019年5月まではメインキャスター、2019年6月から2020年3月まではアンカーとして平日（但し2020年1月以降は金曜日を除く）にレギュラーで出演。2020年4月から12月まで不定期出演を経て、2021年1月からは毎週木曜日と当日のメイントピックなどに合わせて随時登場していたが、再度不定期出演に戻っている。
  - 2021年1月から3月頃にかけては、星や専門家・有識者をコメンテーターとして迎える場合には、TBSテレビ報道局内のニューススタジオからの生中継で出演していた。
- 伊沢拓司（TBSテレビでは『情報7days ニュースキャスター』のコメンテーターを兼務）
  - 2024年パリオリンピックの期間中には、「見どころナビゲーター」と称して、「sports23」のオリンピック関連パートやTBSテレビ系列の競技中継・ハイライト番組にも登場していた。

スポーツ・スペシャルキャスター
- 高橋尚子（元マラソン選手）：月に1回 - 2回程度出演。2021年夏季の2020東京オリンピック期間中には、TBS系列で放送する競技中継や『東京五輪プレミアム』のスペシャルキャスターを務めていた。日本国内向けの放映権をTBSテレビが保有している世界陸上競技選手権大会の競技中継・関連番組にも、2023年のブダペスト大会から「スペシャルキャスター」という肩書で出演。

特集リポーター
- 綾瀬はるか（俳優）：2012年からの戦争と平和を考えるコーナー『綾瀬はるか「戦争」を聞く』担当。

ナレーター
- 宮島史年（月曜・火曜、2019年6月3日 - ）
- 加藤シルビア（月曜・火曜、2023年3月27日 - 2024年12月24日）
- 小林由未子（月曜・火曜、2025年1月6日 - ）
- 山本匠晃（水曜 - 金曜、2023年3月29日 - ）
- 新谷良子（水曜 - 金曜、2021年1月4日 - ）：代役は藤井佑実子が担当。
- 上田瞳 (月曜 - 水曜、2022年6月1日 - 、スポーツ)
- 下地紫野 (木曜・金曜、2022年6月3日 - 、スポーツ)

加藤・山本以外のナレーターは声優。
山本は2023年9月まで、金曜日に『アフター6ジャンクション』（TBSラジオの生ワイド番組）でパートナーを務めてから当番組のナレーションを担当していた。同番組は2023年10月から『アフター6ジャンクション2』へ改題するとともに、当番組と重なる時間帯（22:00 - 23:30→2024年2月1日より22:00 - 23:55）での生放送へ移行。『アフター6ジャンクション2』は金曜放送されず、山本がパートナーを務める日についても、当番組のナレーターを水曜日 - 金曜日で続けることを踏まえて第4週の月曜日・火曜日に変更。2025年1月には宇内梨沙（山本の後輩にあたるアナウンサーで、この年の3月にTBSテレビを退職予定。当番組のスポーツキャスターを過去に担当）がレギュラーパートナーを卒業したことを踏まえ、担当日を第4週を除く月曜日に変更している。

### 歴代の出演者
メインキャスター・サブキャスター・アンカーの変遷
| 期間 | 期間       | メインキャスター      | メインキャスター      | サブキャスター        | サブキャスター        |
| --- | ---------- | --------------------- | --------------------- | --------------------- | --------------------- |
| 2008.3.31 | 2009.3.27  | 後藤謙次              | 後藤謙次              | 膳場貴子 三澤肇1      | 膳場貴子 三澤肇1      |
| 2009.3.30 | 2010.3.26  | 膳場貴子              | 膳場貴子              | 岡山裕子              | 岡山裕子              |
| 2010.3.29 | 2013.3.29  | 『NEWS23X』として放送 | 『NEWS23X』として放送 | 『NEWS23X』として放送 | 『NEWS23X』として放送 |
| 期間 | 期間       | アンカー              | アンカー              | メインキャスター      | サブキャスター        |
| 期間 | 期間       | 月曜 - 木曜           | 金曜                  | メインキャスター      | サブキャスター        |
| 2013.4.1 | 2015.11.21 | 岸井成格              | (ゲスト出演)7         | 膳場貴子              | (不在)                |
| 2015.11.23 | 2015.11.27 | 岸井成格              | (ゲスト出演)7         | (不在)2               | (不在)                |
| 2015.11.30 | 2016.2.5   | 岸井成格              | (ゲスト出演)7         | 久保田智子3           | (不在)                |
| 2016.2.8 | 2016.3.25  | 岸井成格              | (ゲスト出演)7         | 膳場貴子              | (不在)                |
| 2016.3.28 | 2016.7.22  | (不在)                | (不在)                | 星浩                  | 駒田健吾 皆川玲奈     |
| 2016.7.25 | 2019.3.29  | (不在)                | (不在)                | 星浩 雨宮塔子         | 駒田健吾 皆川玲奈     |
| 2019.4.1 | 2019.5.31  | (不在)                | (不在)                | 星浩 雨宮塔子         | 駒田健吾              |
| 2019.6.3 | 2019.12.27 | 星浩                  | 星浩                  | 小川彩佳              | 山本恵里伽            |
| 2020.1.6 | 2020.3.27  | 星浩                  | (不在)                | 小川彩佳              | 山本恵里伽            |
| 2020.3.30 | 2020.7.3   | 星浩4                 | 星浩4                 | 小川彩佳              | 山本恵里伽            |
| 2020.7.6 | 2020.10.16 | 星浩4                 | 星浩4                 | 山本恵里伽5           | 上村彩子5 田村真子5   |
| 2020.10.19 | 2020.12.24 | 星浩4                 | 星浩4                 | 小川彩佳              | 山本恵里伽            |
| 2021.1.4 | 2021.8.27  | (不在)                | (不在)                | 小川彩佳              | 山本恵里伽            |
| 期間 | 期間       | メインキャスター      | メインキャスター      | キャスター            | キャスター            |
| 期間 | 期間       | 月曜 - 木曜           | 金曜                  | 月曜 - 木曜           | 金曜                  |
| 2021.8.30 | 2022.12.23 | 小川彩佳              | 小川彩佳              | 国山ハセン6           | 国山ハセン6           |
| 2023.1.4 | 2023.9.22  | 小川彩佳              | 小川彩佳              | 山本恵里伽            | 山本恵里伽            |
| 2023.9.25 | 2024.3.30  | 小川彩佳              | 山本恵里伽            | 藤森祥平              | 喜入友浩              |
| 2024.4.1 | 現在       | 小川彩佳              | 上村彩子              | 藤森祥平              | 喜入友浩              |
| - 当初のキャスター陣は全員、前身番組『筑紫哲也NEWS23』から続投。 - 1 毎日放送（MBS）からの出向。 - 2 蓮見が担当。 - 3 膳場の産前産後休業に伴う代役 - 4 不定期を経て木曜日の出演から再度不定期出演。 - 5 小川の産前産後休業に伴う代役。 - 6 TBSテレビを退社することに伴って降板。 - 7 金曜日のみ出演 |            |                       |                       |                       |                       |

コーナーキャスター
| 2008.3.31 | 2009.3.27 | 出水麻衣              | 岡山裕子              |                       |                       |
| 2009.3.30 | 2010.3.26 | 伊藤隆佑              | 森田正光              |                       |                       |
| 2010.3.29 | 2013.3.29 | 『NEWS23X』として放送 | 『NEWS23X』として放送 | 『NEWS23X』として放送 | 『NEWS23X』として放送 |

| 期間 | 期間       | スポーツキャスター    | スポーツキャスター    | スポーツ・ スペシャルキャスター | フィールドキャスター | フィールドキャスター | 調査報道23時 | 天気キャスター      | 天気キャスター      |
| 期間 | 期間       | 月曜 - 木曜           | 金曜                  | スポーツ・ スペシャルキャスター | 月曜 - 木曜          | 金曜                 | 調査報道23時 | 月曜 - 木曜         | 金曜                |
| --- | ---------- | --------------------- | --------------------- | ------------------------------- | -------------------- | -------------------- | ------------ | ------------------- | ------------------- |
| 2013.4.1 | 2013.9.27  | 出水麻衣              | 出水麻衣              | 高橋尚子2                       | 蓮見孝之             | 蓮見孝之             | （不在）     | （不在）            | （不在）            |
| 2013.9.30 | 2014.3.28  | 出水麻衣              | 出水麻衣              | 高橋尚子2                       | 蓮見孝之             | 蓮見孝之             | （不在）     | 國本未華            | 國本未華            |
| 2014.3.31 | 2016.3.25  | 古谷有美3             | 古谷有美3             | 高橋尚子2                       | 蓮見孝之             | 蓮見孝之             | （不在）     | 國本未華            | 國本未華            |
| 2016.3.28 | 2016.7.22  | 宇内梨沙4             | 宇内梨沙4             | 高橋尚子2                       | （不在）             | （不在）             | （不在）     | 宇内梨沙            | 宇内梨沙            |
| 2016.7.25 | 2019.3.29  | 宇内梨沙4             | 宇内梨沙4             | 高橋尚子2                       | （不在）             | （不在）             | （不在）     | 皆川玲奈            | 皆川玲奈            |
| 2019.4.1 | 2019.5.31  | 宇内梨沙4             | 宇内梨沙4             | 高橋尚子2                       | （不在）             | （不在）             | （不在）     | 宇内梨沙            | 宇内梨沙            |
| 2019.6.3 | 2020.7.3   | 石井大裕              | 石井大裕              | 高橋尚子2                       | 村瀬健介             | 村瀬健介             | （不在）     | 山本恵里伽          | 山本恵里伽          |
| 2020.7.6 | 2020.10.16 | 石井大裕              | 石井大裕              | 高橋尚子2                       | 村瀬健介             | 村瀬健介             | （不在）     | 上村彩子5 田村真子5 | 上村彩子5 田村真子5 |
| 2020.10.19 | 2021.8.27  | 石井大裕              | 石井大裕              | 高橋尚子2                       | 村瀬健介             | 村瀬健介             | （不在）     | 山本恵里伽          | 山本恵里伽          |
| 2021.8.30 | 2022.3.25  | 石井大裕              | 石井大裕              | 高橋尚子2                       | 山本恵里伽           | 山本恵里伽           | 村瀬健介     | 国山ハセン          | 国山ハセン          |
| 2022.3.28 | 2022.12.23 | 国山ハセン6           | 国山ハセン6           | 高橋尚子2                       | 山本恵里伽           | 山本恵里伽           | 村瀬健介     | 国山ハセン          | 国山ハセン          |
| 2023.1.4 | 2023.9.22  | 山本恵里伽6 喜入友浩7 | 山本恵里伽6 喜入友浩7 | 高橋尚子2                       | 喜入友浩             | 喜入友浩             | 村瀬健介     | 山本恵里伽          | 山本恵里伽          |
| 2023.9.25 | 現在       | 藤森祥平              | 喜入友浩              | 高橋尚子2                       | 喜入友浩             | （不在）             | （不在）     | 藤森祥平            | 喜入友浩            |
| - 当初のキャスター陣は全員、前身番組『筑紫哲也NEWS23』から続投。 - 1 ローカルでの出演。2009年9月28日以降『イブニングワイド』を兼任。 - 2 スペシャルキャスターとして不定期及び毎月1回 - 2回出演。 - 3 フラッシュニュースも担当。 - 4 木曜日の『アフター6ジャンクション』（TBSラジオ）のパートナーを2018年4月から、水曜日・金曜日の『ひるおび!』のプレゼンターを2019年4月から、それぞれ兼任。 - 5 小川の産前産後休業に伴う代役。 - 6 全体の「キャスター」を兼ねている関係で、主にスタジオでの進行を担当。 - 7 現役のスポーツアナウンサーでもあることから、「フィールドキャスター」としての活動の一環で、VTR取材や生中継のリポートを中心に担当。 |            |                       |                       |                                 |                      |                      |              |                     |                     |

金曜日ゲストコメンテーター
- 姜尚中（東京大学大学院教授・政治学者）
- 藤原帰一（東京大学大学院法学政治学研究科教授・国際政治学者）
- 萱野稔人（津田塾大学国際関係学科准教授・哲学者）
- 春原剛（日本経済新聞編集委員）
- 枝廣淳子（環境ジャーナリスト）
- 寺島実郎（日本総合研究所理事長）
- 國分功一郎（高崎経済大学経済学部准教授・哲学者）
- 湯浅誠（社会活動家・反貧困ネットワーク事務局長）
- 駒崎弘樹（社会起業家・NPO法人フローレンス代表理事）
- 土井香苗（弁護士・ヒューマン・ライツ・ウォッチ日本代表）
- 小室淑恵（株式会社ワーク・ライフバランス代表）
- 真山仁 （小説家）

「太田光と問う!」担当
- 太田光（爆笑問題）：2021年5月12日・9月14日事前収録で出演。小川とともに政治家などのゲストと対談する。
  - 2021年3月29日（月）の深夜には、太田と小川の出演による特別番組『太田光が問う!選挙スペシャル』が、TBSテレビから関東ローカル向けに放送。同局が国政選挙執行日（日曜日）の夜から翌日の未明にかけて放送するTBSテレビ系列向けの選挙特別番組でも、第25回衆議院議員総選挙（2021年10月31日執行）から編成されている『選挙の日』シリーズにおいて、「スペシャルMC」という立場でMCの小川と共演している。

ナレーター
- 声優・ナレーター専業者
  - 屋良有作（月曜 - 木曜、2008年10月 - 2009年3月）
  - 真中了（スポーツ、月曜 - 水曜、2008年4月 - 2009年3月）
  - 八戸優（スポーツ、木曜・金曜、2009年4月 - 2010年3月は平日一貫してスポーツニュースのみ担当）
  - 石井康嗣[注 17]（2013年4月 - 2016年3月）
  - 幸田夏穂（同上）
  - 古野顕一（スポーツ、同上）
  - 中尾みち雄
  - 大木民夫
  - 坪井章子
  - 青野武
  - 石川ひろあき
  - 藤井佑実子
  - 児玉ユウスケ（スポーツ）
- TBSテレビのアナウンサー（担当時点）
  - 水野真裕美（ニュース、水曜・木曜、2021年10月 - 2022年6月）
  - 斎藤哲也（ニュース、金曜、2021年10月 - 2022年6月）
  - 蓮見孝之（月曜、2022年7月4日 - 2023年3月27日）
  - 皆川玲奈（水曜・木曜、2022年7月6日 - 2023年3月30日）

### 代役について
出演者の誰かがスタジオに不在の場合、代役を設けずに分担しあうことも多いが、2013年度から2015年度までは代役を設けることがあった。
- 2013年9月23日 - 9月27日は出水が夏季休暇のため古谷有美が代役を担当した。
- 2014年2月3日 - 2月24日は出水がソチ冬季五輪取材に伴いスタジオを不在（ソチから中継出演する）のため、佐藤渚が代役を担当した。
- 2014年9月15日 - 10月3日は古谷がアジア大会取材に伴いスタジオを不在（仁川から中継出演する）のため、小林悠が代役を担当した。
- 2014年10月13日 - 10月17日は古谷が夏季休暇のため小林由未子が代役を担当した。
- 2014年12月12日・12月15日は古谷が第42回JALホノルルマラソン出場に伴い小林悠が代役を担当した。
- 2015年7月27日 - 7月31日は膳場が夏季休暇のため小林悠が代役を担当した。
- 2015年9月14日 - 9月18日は古谷が夏季休暇のため9月14日・9月15日・9月17日を水野真裕美、9月16日・9月18日を皆川玲奈が代役を担当した。
- 膳場は2015年11月23日 - 2016年2月5日の間は産休を取得。産休中は2015年11月23日 - 11月27日の一週間は蓮見が代行し、11月30日 - 2月5日の間は久保田智子が代行を務めた。
- 小川が第一子の出産を伴う産前産後休業に入っていた期間の放送（2022年7月6日 - 同年10月16日）には、当時サブキャスターを務めていた山本恵里伽がメインキャスターを代行。実際には、小川が上記の事情で別室からの中継出演を始めた2022年4月1日放送分から、メインスタジオ側の進行を単独で任されていた。その一方で、上記の期間には、田村真子が毎週月曜日・火曜日・木曜日、上村が毎週金曜日にサブキャスターを代行。水曜日には、田村と上村が隔週交代で出演していた。さらに山本は、小川がメインキャスターへ復帰した後も、本人が休暇などでスタジオへ出演しない日にメインキャスターを代行。国山のキャスター就任に伴ってフィールドキャスターへ転じてからも、小川か国山がスタジオへ出演しない日には、「メインキャスター代理」としてスタジオに登場していた。

### 補足
- 一部のスポーツ項目はスポーツ担当キャスターがナレーション（事前撮り）を行っていた。
- 「金曜解放区」「月ONE」は、出演者がそのまま出演していたが、出水は退席。岡山も毎回いたわけではない。
- 岡山は、担当当初日経CNBC『夜エクスプレス』出演と重なることがあり、当該日はオープニングに登場せずに、原則天気のみの担当であった。
- 出水は2009年3月13日のストライキ時には出演せず、膳場がスポーツニュースを担当した。また、3月17日、3月25日もスタジオに出演しなかったが、3月25日はVTRで出演。
- 岸井は原則として月曜日から木曜日のみ出演していたが、まれに金曜日にも出演することがあった。

## 放送時間
表記はすべてJST。
| 期間      | 期間      | 月曜                   | 火曜 - 木曜            | 金曜                   |
| --------- | --------- | ---------------------- | ---------------------- | ---------------------- |
| 2008.3.31 | 2008.9.26 | 22:54 - 翌0:25（91分） | 22:54 - 23:50（56分）  | 23:30 - 翌0:35（65分） |
| 2008.9.29 | 2009.3.27 | 23:00 - 23:54（54分）  | 23:00 - 23:54（54分）  | 23:30 - 翌0:35（65分） |
| 2009.3.30 | 2010.3.26 | 23:00 - 23:30（30分）  | 23:00 - 23:30（30分）  | 23:30 - 23:59（29分）  |
| 2010.3.29 | 2013.3.29 | 『NEWS23X』として放送  | 『NEWS23X』として放送  | 『NEWS23X』として放送  |
| 2013.4.1  | 2016.3.25 | 22:54 - 23:53（59分）  | 22:54 - 23:53（59分）  | 23:30 - 翌0:15（45分） |
| 2016.3.28 | 2017.3.31 | 23:00 - 翌0:10（70分） | 23:00 - 翌0:10（70分） | 23:30 - 翌0:15（45分） |
| 2017.4.3  | 2018.3.30 | 23:00 - 23:56（56分）  | 23:00 - 23:56（56分）  | 23:30 - 翌0:15（45分） |
| 2018.4.2  | 2019.4.26 | 23:10 - 23:56（46分）  | 23:10 - 23:56（46分）  | 23:30 - 翌0:15（45分） |
| 2019.4.29 | 2022.3.31 | 23:00 - 23:56（56分）  | 23:00 - 23:56（56分）  | 23:30 - 翌0:15（45分） |
| 2022.4.1  | 2023.3.31 | 23:00 - 23:56（56分）  | 23:00 - 23:56（56分）  | 23:30 - 翌0:20（50分） |
| 2023.4.3  | 現在      | 23:00 - 23:56（56分）  | 23:00 - 23:56（56分）  | 23:58 - 翌0:48（50分） |

平日5日間の放送ではあるが、金曜日は日付を跨いで土曜未明まで放送が続くため、本番組が放送されない日は日曜日のみである。
ドラマ・バラエティ番組・スポーツ中継（S☆1レーベルによる中継）等の拡大・特番編成により、放送時間が変更される場合もある。
番組開始当初から12月25日から1月4日までの年末年始は、特番編成の関係上放送を休止し、本番組の代替として23時台もしくは翌0時台に10分間の『JNNニュース』（2009年末から2010年始は10分間の『THE NEWS』）を放送している。同様に、近代オリンピックや、世界陸上競技選手権大会など、世界的なスポーツ大会で、時差の関係で日本時間の夜間・早朝にかかる競技時間帯と重なる場合も同様に休止し、代替番組としてスタジオからのニュースが入る時がある。

### 報道特番・放送時間拡大の事例
上述以外の特番などによる放送の休止・内容・時間変更・BS-i→BS-TBSによる本番組のサイマルネットの事例は以下の通り。
- 2008年9月1日：福田康夫首相辞任
  - 『月曜ゴールデン』を途中で中断。そのまま報道特番を放送。
- 2015年8月25日・8月27日
  - 『世界陸上2015北京』中継に伴う特別編成のため22:30より開始（通常より24分前拡大）。なお、該当日は前拡大部分を世界陸上関連ニュースやそれに付随した特集にのみ充て、一般ニュースは23:00ごろから伝える形を取った。
- 2016年4月14日：熊本地震（前震）
  - この日の21:26ごろに熊本県で最大震度7を観測する地震が発生し、当時放送されていた『櫻井・有吉 THE夜会2時間スペシャル』を途中で打ち切り、そのまま当番組のフォーマットを踏襲した報道特別番組を放送[注 18]。番組タイトル上では「JNN報道特別番組」で休止の扱いだったとはいえ、この報道特別番組を本番組の拡大版として解釈した場合は本番組が4月14日21:30ごろから4月15日5:25までの約8時間に渡って放送される形となった[注 19]。
- 2016年8月8日：天皇陛下によるお気持ち表明
  - 14:50 - 15:53にJNN報道特別番組『陛下「お気持ち」表明　生前退位のご意向は…』として当番組の出演者・テロップを踏襲した形で放送した（スタジオはNスタジオの『Nスタ ニューズアイ』『ひるおび!JNNニュース』のスペースを使用）[注 20]。
- 2017年1月21日：ドナルド・トランプアメリカ合衆国大統領就任式
  - 1:45 - 2:40に報道特別番組「トランプ米大統領就任式」を放送。当番組に出演する駒田・皆川がキャスターとして出演した。JNN協定非適用。
- 2017年7月3日
  - 当番組の前座の時間帯（21:50 - 23:00）で、前日に投開票が行われた東京都議会議員選挙に関する報道特別番組『緊急!首都大決戦の全真相』を放送。星が『Nスタ』の井上貴博（TBSアナウンサー）・ホラン千秋と共に出演した。この特番は生放送だったため、星はそのまま続けて当番組にも出演した。
- 2017年8月12日
  - 15:00 - 16:24[注 21] に『終戦72年特別番組 秘密〜いま明かされる4の真実』を放送。星・雨宮が出演し当番組のテロップ等を一部流用。JNN協定非適用。
- 2019年2月21日：北海道で震度6弱
  - この日の21:21ごろに北海道で最大震度6弱を観測する地震が発生し、当時放送されていた『人間観察バラエティ モニタリング』を中断し21:25ごろから10分間、地震関連の臨時ニュースを放送[注 22]。ニュース終了後、『 - モニタリング』の続きを放送した関係で後続の番組が全て10分繰り下げられたのに伴い、当番組も10分繰り下げ（23:20 - 翌0:06）となった。また、この日は当初予定の番組内容を一部変更し、地震関連の最新情報を中継を交え随時伝えた。
- 2019年4月30日：前天皇（現在：上皇陛下）退位・元号改元
  - 放送時間を29分拡大（23:00 - 翌0:25）し、5月1日午前0時の平成から令和への改元の瞬間を、全国各地からの中継を交えリアルタイムで伝えた[27]。
- 2019年6月18日：山形県沖地震
  - この日の22:22ごろに新潟県で最大震度6強を観測する地震が発生し、合わせて山形県沿岸全域・新潟県沿岸全域（佐渡島を含む）・石川県能登地方沿岸に津波注意報が発令されたため、火曜ドラマ『わたし、定時で帰ります。』最終回を途中で打ち切り、22:25ごろから翌1:10まで当番組の出演者を踏襲したJNN報道特別番組を放送。なお、この日の当番組はこの報道特別番組のため、先述の熊本地震（前震）の時同様急遽休止扱いとなったが、スタジオは当番組のスタジオから放送された（テロップなどは『JNNニュース』仕様のものを使用）。また、報道特番はBS-TBSやBS-TBS 4K、CS放送の『TBS NEWS』でもサイマル放送された（ただし、前者2局での放送は翌0:30で終了。地上波でのCM中は前者2局は静止画、後者は『TBS NEWS』のスタジオからの地震関連ニュースをそれぞれ流して対応）。これに伴い、翌6月25日は前枠で『わたし、定時で帰ります。』最終回の振替放送を実施[注 23] した関係で、通常より15分繰り下げて（23:15 - 翌0:11）放送した[注 24]。
- 2021年3月6日（土）：14:00 - 15:54に放送5日後に東日本大震災の発生から10年を迎えることに合わせたJNN系列のプロジェクト企画の一環として「つなぐ、つながるSP」を放送（JNN協定適用枠に準じた扱いでJNN系列28局全局ネット）。当番組の小川と『Nスタ』の井上・ホランがキャスターを務め、小川がプロジェクト企画のテーマ曲を手掛けたGReeeeNのメンバーと対談した企画も放送された[注 25]。
- 2021年10月7日：千葉県北西部地震
  - この日の22:41ごろに埼玉県と東京都で最大震度5強を観測する地震が発生したため、当時放送されていた『櫻井・有吉 THE夜会』を途中で打ち切り、22:45ごろから23:00まではCS放送・TBS NEWSの地震速報をサイマル放送した後、当番組についても内容を大幅に変更して地震関連のニュースを中心に放送し、23:56 - 翌0:55の『テッペン!』枠でも当番組の放送時間を拡大する形で報道特別番組を引き続き放送した。23:56以降はJNN協定非適用[注 26]。
- 2021年11月28日（日）
  - 17:30 - 18:30枠で『Nスタ』日曜版との合同特番『Nスタ×news23 調査報道SP』を放送[注 27]。特番は計3部構成で放送され、第1部で全国ニュース・スポーツ、第2部で小川の司会で当番組企画「調査報道23時」の特別版、第3部でローカルニュース・天気予報をそれぞれ放送した。なお第1部・第3部は小川は出演せず『Nスタ』日曜版のレギュラー出演者[注 28] が担当した。
- 2022年3月16日：福島県沖地震
  - 番組放送中の23:36ごろに宮城県・福島県で最大震度6強を観測する地震が発生したため、当番組以降翌朝4:00の『THE TIME'』開始まで通常番組を休止し本番組を延長扱いで報道特別番組を放送。BS-TBSでも2時までサイマル放送。
- 2022年7月8日：安倍晋三銃撃事件
  - 当初放送予定であった『この歌詞が刺さった「グッとフレーズ」世代別名歌』『金曜ドラマ 石子と羽男-そんなコトで訴えます?-』『ドリーム×サポーターズ[注 29]』『A-Studio+』を休止し、本番組を開始予定だった23:45まで報道特別番組扱いとして放送[28]。21:00までは『Nスタ』として井上、ホラン、山内、山形、日比が担当。21:00からは当番組のスタジオから「news23」として小川、山本が担当。国山は奈良から中継で出演。オープニングは21:00ごろに流れた（本来の当番組開始となる23:46ごろのオープニングはなし）。これに伴い、7月15日は『石子と羽男-そんなコトで訴えます?-』初回の振替放送を実施した関係で、通常より15分繰り下げて（23:45 - 翌0:50）放送した。
- 2023年11月21日：北朝鮮ミサイル発射
  - 火曜ドラマ『マイ・セカンド・アオハル』放送中の22:46ごろに政府からJアラートが発令。22:55ごろまではCS 『TBS NEWS』をそのまま放送し、22:55ごろは本番組を前倒しして、23:45ごろまでミサイル関連のニュースを伝えた。なお、RBCiラジオ（琉球放送のラジオ部門）でも冒頭5分間の音声がサイマル放送されていた。
- 2024年4月17日：豊後水道地震
  - 番組放送中の23:14ごろに愛媛県・高知県で最大震度6弱を観測する地震が発生したため、当番組以降翌日1:58まで通常番組を休止し本番組を延長扱いで報道特別番組を放送。BS-TBSでもサイマル放送。
- 2025年7月30日…カムチャツカ半島地震
  - 当日午前に発生したカムチャツカ半島地震による津波警報に関する報道に時間を大きく割いたため、当番組を時間拡大をし、以降の番組を繰り下げを行った。
- 2025年8月14日
  - 通常の本番組を休止し、22:00 - 23:56枠で『戦後80年特別番組 なぜ君は戦争に?綾瀬はるか×news23』を放送（本編は事前収録で行われ、一般ニュースは番組の最終盤に報道フロアから喜入が報じた）。

### その他の事例
夏季・冬季オリンピックとFIFAワールドカップ期間中も、ジャパンコンソーシアム共通の協賛スポンサー3社 - 4社程度が提供する大会ハイライト番組をコーナーとして内包するため、10分拡大して放送するが、2014 FIFAワールドカップ期間はこの番組への内包・拡大はせず、同番組終了後に別で10分のハイライト番組を放送した。2018 FIFAワールドカップ期間は5分拡大して放送。
- 2017年8月4日から8月11日
  - 同時間帯にイギリス・ロンドン各地で開催される「2017世界陸上ロンドン」の競技生中継を実施するため、出演者（ロンドンに競技中継のリポーターとして派遣された宇内を除く）の夏休みを兼ねて休止。世界陸上中継の中で代替の『JNNニュース』を放送した。
- 2018年6月25日・6月27日・7月6日
  - 『サッカー・FIFAワールドカップロシア2018』中継のため休止。各日とも、翌2:00 - 2:03に代替の『JNNニュース』を放送した。また、6月28日はフジテレビ系列の置局が無い地区である青森テレビとテレビ山口が、22:40 - 翌2:00にフジテレビ制作の『サッカー・FIFAワールドカップロシア2018 予選リーグ・H組「日本×ポーランド」』中継と事後番組「デイリーハイライト」を系列外ネットしたため、本番組を臨時に2時間50分遅れでの時差ネット（翌2:00 - 2:51）とした。
- 2018年8月27日・8月28日
  - 『アジア大会2018ジャカルタ』中継のため休止。アジア大会中継の中で代替の『JNNニュース』を放送した。また、同大会関連の事前特設コーナーを放送のため、8月13日 - 8月17日（後述する8月15日を除く）は5分拡大して放送。さらに、8月15日は前述の理由に加え、当日が終戦記念日に当たることから、終戦記念日恒例の特別企画「綾瀬はるか戦争を聞く」を放送のため、35分拡大（23:10 - 翌0:31）して放送した。その他、8月22日はアジア大会中継延長のため5分繰り下げ（23:15 - 翌0:01）となったほか、8月29日は20:00 - 23:40にアジア大会中継を放送のため30分繰り下げて（23:40 - 翌0:26）放送した。
- 2019年9月27日から10月4日
  - この期間にカタール・ドーハ各地で開催される『2019世界陸上ドーハ』（大会自体は10月6日<現地時間>まで開催）の競技生中継を実施するため、出演者（ドーハに競技中継のリポーターとして派遣された石井を除く）の遅めの夏休みを兼ねて休止。世界陸上中継の中で代替の『JNNニュース』を放送した。また、同大会関連の事前特設コーナーを放送のため、9月20日 - 9月26日は5分拡大して放送した。
- 2021年7月28日・7月30日
  - 23:00 - 翌2:00に『東京五輪プレミアム』を放送のため休止。同番組内で代替の『JNNニュース』を放送した。
- 2021年8月2日
  - 東京オリンピック野球・準々決勝『 日本対 アメリカ合衆国』の中継が70分延長した為、24:10 - 25:16（8月3日0:10 - 1:16）に繰り下げとなった。
- 2022年2月14日
  - 20:30 - 翌0:15に『北京オリンピック2022 カーリング女子・予選リーグ「 日本× 韓国」』中継を放送のため休止。2月15日0:15 - 0:25（2月14日深夜）に代替の『JNNニュース』を放送した。
- 2023年3月9日
  - 18:00 - 23:00に『2023 ワールド・ベースボール・クラシック 東京ラウンド 第1戦  日本 vs  中華人民共和国』中継に伴い1時間繰り下げられ、3月10日0:00 - 0:56に放送。
- 2023年3月10日
  - 18:00 - 23:20に『2023 ワールド・ベースボール・クラシック 東京ラウンド 第2戦  日本 vs  韓国』中継に伴い1時間20分繰り下げられ、3月11日0:50 - 1:56に放送。
- 2023年8月21日から8月25日
  - この期間にハンガリー・ブダペスト各地で開催される『2023世界陸上ブダペスト』（大会自体は8月19日から8月27日<現地時間>まで開催）の競技生中継を実施するため、出演者の夏休みを兼ねて休止。世界陸上中継の中で代替の『JNNニュース』を放送。

## 制作上の問題

### BPO（放送倫理・番組向上機構）から「放送倫理違反」を指摘された調査報道特集
- 2023年1月には、TBSテレビ報道局内の「調査報道ユニット」が取材した映像を、12日（木曜日）の当番組（当時編成されていた「調査報道23時」）と翌13日（金曜日）の『Nスタ』（17時台）で相次いで放送。「JA共済事業に課せられた過大なノルマを達成するための『自爆営業』（JAの営業職員が『JA共済』関連の保険商品の契約書を身内の名義などで作成した後に掛け金を自身で負担する行為）が、日本各地のJAの支店で横行している」という実態を、JAの支店に当時勤務していた3人の職員（告発者）が匿名を条件に応じたインタビュー映像を交えながら紹介した。
  - 両番組で放送された映像には、告発者の顔の映像にモザイク処理を施していたほか、告発者の肉声を加工したうえでその旨を字幕で明記するなど、「取材源の秘匿」という報道活動の原則に沿った配慮も為されていた。しかし、告発者の身元の特定（いわゆる「身バレ」）を誘発しかねない他の要素（告発者の服装・体型、インタビューを受けた場所、告発者が「身バレを避けたい」との理由で放送の見合わせを申し入れていたシーン）を割愛せずに放送していた。さらに、「告発者が3人とも（当時勤務していた職場で）『身バレ』に遭った」「告発者が『身バレ』によって退職へ追い込まれた」との報道が『Nスタ』での放送後に相次いだことから、放送倫理・番組向上機構（BPO）は「調査報道ユニット」が取材を始めてから『Nスタ』で放送するまでのプロセスを2023年8月から審理[29]。関係者からの事情聴取や審議を重ねた結果、放送倫理や「取材源の秘匿」に反する行為（取材を担当したディレクターによるインタビュー映像の加工処理作業や当番組・「調査報道ユニット」の幹部による確認作業での不手際など）が相次いで判明したため、その旨を2024年1月11日（木曜日）付の放送倫理検証委員会決定第45号「TBSテレビ『news23』「JA自爆営業」調査報道に関する意見」で公表した。
  - BPOは「意見」の公表に際して、「調査取材ユニット」による取材を「映像の見た目を優先した形で進められており、内部告発者の状況や真意をくみ取った取材とは言い難い」と指摘。「インタビュー映像から一部のシーンの放送を控えて欲しい」という告発者からの申し入れを上記のディレクターが失念したまま放送にまで至ったことや、このディレクターが映像の編集作業も1人で担った結果として、事実と異なる情報がインタビュー映像の字幕や再現映像のナレーションなどに紛れ込んでいたことも明らかにしている[30]。なお、審理の対象になった映像が実際に放送されたのは前述の2回のみで、当番組では「調査取材23時」自体を2023年5月から編成していない。

## スタッフ
- 制作プロデューサー：亀卦川佳史[31]
- 演出・番組プロデューサー：福岡大史
- 制作著作：TBSテレビ

### 過去のスタッフ
- プロデューサー・編集長：米田浩一郎
- 総合演出：豊島歩

## ネット局
| 放送対象地域   | 放送局                    | 系列    | 放送日時                                      |
| -------------- | ------------------------- | ------- | --------------------------------------------- |
| 関東広域圏     | TBSテレビ（TBS） 制作局   | TBS系列 | 月曜 - 木曜 23:00 - 23:56 金曜 23:58 - 翌0:48 |
| 北海道         | 北海道放送（HBC）         | TBS系列 | 月曜 - 木曜 23:00 - 23:56 金曜 23:58 - 翌0:43 |
| 青森県         | 青森テレビ（ATV）         | TBS系列 | 月曜 - 木曜 23:00 - 23:56 金曜 23:58 - 翌0:43 |
| 岩手県         | IBC岩手放送（IBC）        | TBS系列 | 月曜 - 木曜 23:00 - 23:56 金曜 23:58 - 翌0:43 |
| 宮城県         | 東北放送（TBC）           | TBS系列 | 月曜 - 木曜 23:00 - 23:56 金曜 23:58 - 翌0:43 |
| 山形県         | テレビユー山形（TUY）     | TBS系列 | 月曜 - 木曜 23:00 - 23:56 金曜 23:58 - 翌0:43 |
| 福島県         | テレビユー福島（TUF）     | TBS系列 | 月曜 - 木曜 23:00 - 23:56 金曜 23:58 - 翌0:43 |
| 山梨県         | テレビ山梨（UTY）         | TBS系列 | 月曜 - 木曜 23:00 - 23:56 金曜 23:58 - 翌0:43 |
| 長野県         | 信越放送（SBC）           | TBS系列 | 月曜 - 木曜 23:00 - 23:56 金曜 23:58 - 翌0:43 |
| 新潟県         | 新潟放送（BSN）           | TBS系列 | 月曜 - 木曜 23:00 - 23:56 金曜 23:58 - 翌0:43 |
| 静岡県         | 静岡放送（SBS）           | TBS系列 | 月曜 - 木曜 23:00 - 23:56 金曜 23:58 - 翌0:43 |
| 富山県         | チューリップテレビ（TUT） | TBS系列 | 月曜 - 木曜 23:00 - 23:56 金曜 23:58 - 翌0:43 |
| 石川県         | 北陸放送（MRO）           | TBS系列 | 月曜 - 木曜 23:00 - 23:56 金曜 23:58 - 翌0:43 |
| 中京広域圏     | CBCテレビ（CBC）          | TBS系列 | 月曜 - 木曜 23:00 - 23:56 金曜 23:58 - 翌0:43 |
| 近畿広域圏     | 毎日放送（MBS）           | TBS系列 | 月曜 - 木曜 23:00 - 23:56 金曜 23:58 - 翌0:43 |
| 鳥取県・島根県 | 山陰放送（BSS）           | TBS系列 | 月曜 - 木曜 23:00 - 23:56 金曜 23:58 - 翌0:43 |
| 岡山県・香川県 | RSK山陽放送（RSK）        | TBS系列 | 月曜 - 木曜 23:00 - 23:56 金曜 23:58 - 翌0:43 |
| 広島県         | 中国放送（RCC）           | TBS系列 | 月曜 - 木曜 23:00 - 23:56 金曜 23:58 - 翌0:43 |
| 山口県         | テレビ山口（tys）         | TBS系列 | 月曜 - 木曜 23:00 - 23:56 金曜 23:58 - 翌0:43 |
| 愛媛県         | あいテレビ（itv）         | TBS系列 | 月曜 - 木曜 23:00 - 23:56 金曜 23:58 - 翌0:43 |
| 高知県         | テレビ高知（KUTV）        | TBS系列 | 月曜 - 木曜 23:00 - 23:56 金曜 23:58 - 翌0:43 |
| 福岡県         | RKB毎日放送（RKB）        | TBS系列 | 月曜 - 木曜 23:00 - 23:56 金曜 23:58 - 翌0:43 |
| 長崎県         | 長崎放送（NBC）           | TBS系列 | 月曜 - 木曜 23:00 - 23:56 金曜 23:58 - 翌0:43 |
| 熊本県         | 熊本放送（RKK）           | TBS系列 | 月曜 - 木曜 23:00 - 23:56 金曜 23:58 - 翌0:43 |
| 大分県         | 大分放送（OBS）           | TBS系列 | 月曜 - 木曜 23:00 - 23:56 金曜 23:58 - 翌0:43 |
| 宮崎県         | 宮崎放送（MRT）           | TBS系列 | 月曜 - 木曜 23:00 - 23:56 金曜 23:58 - 翌0:43 |
| 鹿児島県       | 南日本放送（MBC）         | TBS系列 | 月曜 - 木曜 23:00 - 23:56 金曜 23:58 - 翌0:43 |
| 沖縄県         | 琉球放送（RBC）           | TBS系列 | 月曜 - 木曜 23:00 - 23:56 金曜 23:58 - 翌0:43 |

## テーマ音楽
| 期間                           | オープニング                                                  | エンディング                                | 備考 |
| ------------------------------ | ------------------------------------------------------------- | ------------------------------------------- | --- |
| 1997年9月29日 - 2005年3月25日  | 坂本龍一 『Put Your Hands Up』                                | 坂本龍一 『Put Your Hands Up』              | 金曜エンディングのみピアノアレンジ版。 |
| 2005年3月28日 - 2008年3月28日  | Bank Band 『to U』                                            | Bank Band 『to U』                          | オープニングはテクノアレンジ版。 エンディングは原曲を使用。                                                                                  |
| 2008年3月31日 - 2009年3月27日  | HASYMO （細野晴臣・高橋幸宏・坂本龍一） 『The City of Light』 | HASYMO 『The City of Light ambient ver.』   | |
| 2009年3月30日 - 2010年3月26日  | KOBUDO-古武道- （古川展生・妹尾武・藤原道山） 『翼』          | KOBUDO-古武道- 『明日は晴れるかな?』        | エンディングはオープニングのアレンジ版。 |
| 2010年3月29日 - 2013年3月29日  | 『NEWS23X』として放送                                         | 『NEWS23X』として放送                       | 『NEWS23X』として放送 |
| 2013年4月1日 - 2014年3月28日   | トベタ・バジュン 『starting point』                           | 竹内まりや 『Dear Angie〜あなたは負けない』 | |
| 2014年3月31日 - 2015年3月27日  | いきものがかり 『涙がきえるなら』                             | いきものがかり 『涙がきえるなら』           | オープニングはインストアレンジ版。 エンディングは原曲を使用。                                                                                |
| 2015年3月30日 - 2016年3月25日  | 中田ヤスタカ（CAPSULE） 曲名不詳                              | JUJU 『WITH YOU』                           | |
| 2016年3月28日 - 2018年3月30日  | 兼松衆 『cerulean eyes』                                      | 葉加瀬太郎 『Someday Somehow』              | 2017年3月27日よりオープニングテーマはアレンジされたものを使用。                                                                              |
| 2018年4月2日 - 2019年5月31日   | 兼松衆 『cerulean eyes』                                      | 兼松衆 『cerulean eyes』                    | ピアノをメインとしたアレンジに変更されたものを使用（アレンジの変更は2018年3月26日から）。 スポーツコーナーでも別バージョンのアレンジを使用。 |
| 2019年6月3日 - 2020年9月25日   | サカナクション 『ワンダーランド』                             | THE YELLOW MONKEY 『Changes Far Away』      | オープニングはスポーツコーナーでもBGMとして使用。                                                                                            |
| 2020年9月28日 - 2020年12月24日 | サカナクション 『ワンダーランド』                             | ヨルシカ 『風を食む』                       | オープニングはスポーツコーナーでもBGMとして使用。                                                                                            |
| 2021年1月4日 - 2021年8月27日   | サカナクション 『ワンダーランド』                             | スピッツ 『紫の夜を越えて』                 | オープニングはスポーツコーナーでもBGMとして使用。                                                                                            |
| 2021年8月30日 - 2021年12月24日 | オリジナル曲                                                  | スピッツ 『紫の夜を越えて』                 | |
| 2022年1月5日 - 2022年7月1日    | オリジナル曲                                                  | マカロニえんぴつ 『ワルツのレター』         | |
| 2022年7月4日 - 2023年9月22日   | オリジナル曲                                                  | 上白石萌音 『夕陽に溶け出して』             | 2023年4月3日放送分では、 3月28日に逝去した坂本龍一への 追悼の意を示すべく、『put your hands up』を再び使用。                                 |
| 2023年9月25日 - 2024年9月27日  | オリジナル曲                                                  | 高橋優 『キセキ』                           | |
| 2024年9月30日 - 現在           | オリジナル曲                                                  | 宮本浩次 『close your eyes』                | |